# Chazé-sur-Argos
Chazé-sur-Argos är en kommun i departementet Maine-et-Loire i regionen Pays de la Loire i nordvästra Frankrike. Kommunen ligger i kantonen Candé som tillhör arrondissementet Segré. År 2022 hade Chazé-sur-Argos 1 067 invånare.

## Befolkningsutveckling
Antalet invånare i kommunen Chazé-sur-Argos
| Referens: INSEE |